# یواس‌اس ریندیر (۱۸۶۳)
یواس‌اس ریندیر (۱۸۶۳) (به انگلیسی: USS Reindeer (1863)) یک کشتی بود که طول آن ۱۵۴ فوت (۴۷ متر) بود. این کشتی در سال ۱۸۶۳ ساخته شد.